# ペンダ (マーシア王)
ペンダ（Penda、? - 655年11月15日）は7世紀、七王国時代のマーシアの王（在位：626年頃 - 655年）。マーシアに隆盛をもたらした人物として知られている。またキリスト教がアングロサクソン諸国に広まりつつあった時代にキリスト教に帰依していなかった人物としても知られる。
ペンダは633年のハットフィールド・チェイスの戦いでノーサンブリア王エドウィンを敗死させ、9年後のマザーフィールドの戦いではエドウィンの後継者オスワルドも戦死させ、イングランド中央部に強大な勢力を持つ王となった。さらに彼はイースト・アングリアと戦いこれに勝利、そしてウェセックスに進攻して王チェンワルフを亡命させ、さらにノーサンブリアへ進攻するなど強大な権力を持つ王となった。しかしその13年後の655年、ノーサンブリアに転戦中、ウィンウェドの戦いで戦死した。

## 各資料の記述の比較
この時代の資料は少ない。ペンダに関する資料としては9世紀のウェセックス王国で編纂された『アングロサクソン年代記』、7世紀のノーサンブリアの修道士ベーダ・ヴェネラビリス（以下「ベーダ」と略す）の記した『イングランド教会史』、そして9世紀にネンニウスが記したとされるブリトン人の史書『ブリトン人の歴史(Historia Brittonum)』がある。
『イングランド教会史』によればペンダは「マーシアの高貴な血筋より出でた最も好戦的な男」と書き記され、633年のエドウィン王の敗北に続いて彼はマーシアを22年間統治、様々な富をもたらしたと伝えている。このベーダの記述を考証した20世紀の歴史家フランク・ステントンは彼が高貴な血筋であった事は間違いなくエドウィン亡き後唯一の王となったのだろうと結論を述べている。
『ブリトン人の歴史』では、彼の統治期間は10年としている。恐らくこれは642年のマザーフィールドの戦いから数えた数字であると思われるが、実際には10年以上の統治期間があった事は認められている。前述のアングロサクソン年代記は統治を30年としており、違いは明らかである。この違いは恐らくペンダに関する資料のどれもがマーシアのものでないからと考えられている。
ベーダの生まれ故郷であるノーサンブリアはペンダの敵国であり、『アングロサクソン年代記』の書かれたウェセックス王国の前身である西サクソンはペンダが王を放逐させ支配下に置いた国である。すなわち現存する3つの資料のうち2つが敵国ないし被征服側の資料である事は留意すべきである。
以下、著述される資料の違いを明確にするために『』で表す事とする。

## 初期の記録

### 出自
ペンダはピュバの息子で、その先祖はイチェル、血統を辿ると北欧神話の主神ウォーデンまでさかのぼる事になっている。『アングロサクソン年代記』には以下のように記されている：
このように血統は神話まで語れる伝承性の強いものではあるが、ペンダの父はピュバ、息子にペーダがいた事は確からしい。『ブリトン人の歴史』によればピュバにはペンダを含む12人の息子がいた事を記しているが、その中でペンダとエオワの存在が際立っている。このエオワのほかにペンダにはコエンワルフという兄弟がおり、この血統は後にマーシア王を2人輩出する事となる。

### 登場時期
ペンダが王位に登った時期は不明、その経緯も分かっていない。彼の登場した7世紀初頭、隣国ノーサンブリアではエゼルフリスが王位に就いていたが、その同時代のマーシア王としてチェルルの存在がベーダによって確認されている。このチェルルは彼の先王として現在に伝えられている。
この先王とされるチェルルから彼への王位の交代の経緯、この両者が血縁関係にあったのか、あったのならばどれほど近縁であったのかも明らかでない。しかし12世紀の史家ハンティングドンのヘンリーが語るには、チェルルはピュバの親族であったと言う。また彼と先王チェルルとは違う血筋同士の政敵であった可能性も指摘されている。
『アングロサクソン年代記』の記述を基にすると彼の王位は626年、王位に登った時齢50で、以降30年王を務めたとなっている。ここで書かれる彼の統治期間としての30年は勿論正確な数字ではない。また彼が齢50で王位に登ったとするのも疑わしい。彼の子供との年齢が世代的に合わなくなり、例えば彼の息子とされるウルフヘレが3歳の時にペンダは80歳となってしまう。
年代記のこの記述を現在の歴史家は、ペンダが戦死した時50歳で王位に就いたときは20歳であったと言わんとしていたのではないかと推測している。

### 王位就任の時期
『アングロサクソン年代記』の628年の項目に王キュネイルスとクウィチェルムがペンダと戦った記録が見られ、そこではこの戦いで彼らはペンダと「合意に達した」と書かれている。キュネイルスたちを先祖とするウェセックスの資料であるこの記述は控えめに書かれているが、恐らくはペンダが西サクソン勢力に対し勝利を収め、サイレンスターを中心とするセヴァーン川下流域の土地が彼のものとなったのだろうと解釈されている。
この時期に彼がマーシア王であったのかは、年代記と比較する上で非常に重要な研究テーマとなっている。考えられる解釈として以下のことが考えられうる。
- この時点では彼は王位には就いておらず、独立勢力の指導者として西サクソン相手に自らの手で領地を切り取っていた。
- この時代のマーシアは単一の王を擁く王国ではなく、部族国家として複数の部族によって分割統治されており、彼はその中の一人に過ぎなかった。

またペンダが得たこの土地は、かつてブリトン人の土地で西サクソンのチェウリンが577年に進攻領有したものであった。そして彼が奪った後には小国ウィッチェの支配地となっている事が確認されており、ウィッチェという国は彼によって作られた可能性もある。もちろん根拠として十分な証拠が欠いてはいるが、この小国は大国マーシアの隣国として後世にも存続している。

## ハットフィールド・チェイスの戦い
620年から630年にかけて、ウェールズのブリトン人の国グゥイネッズがノーサンブリアと交戦状態にあった。グゥイネッズの王カドゥアソンが強力なノーサンブリア王であったエドウィンと戦っていたが、劣勢にあった。そこで彼はペンダと同盟を結び、633年10月にハットフィールド・チェイスの戦いでノーサンブリアを下した。この時ペンダはいまだマーシアの王ではなかった可能性があるが、この時のベーダが彼に特記して記述している事からこの直後には王になったものと思われている。この戦いでエドウィンは戦死、彼の息子のエドフリスはペンダのもとに引き取られた。
この戦いの模様が『アングロサクソン年代記』の一写本に記されている。それによるとペンダとカドゥアソンはノーサンブリア人の住む土地「全土」を略奪したと記されている。ノーサンブリアを敵とするカドゥアソンは王エドウィン亡き後も戦役を続行していたが、同盟者ペンダのそれ以降の関与は分かっていない。
別の資料としてベーダはエドウィンは「異教徒」どもによって殺されたと記している。この『異教徒』とはペンダ率いるマーシア勢の事を言及しているものとされるが、別の視点からこれは敵となったブリトン系キリスト教徒をほのめかした蔑称であった可能性も否定できない。
いずれにせよ戦争を続行したカドワロンはこの1年後のヘヴンフィールドの戦いで戦死してしまうが、これよりも前にペンダは戦線から撤退していたと思われる。その証拠にベーダはこの戦いにはペンダの名を記しておらず、続いてのデイアラ王国のオスリックが戦死した攻城戦にも彼の名は登場していない。恐らくはハットフィールド・チェイスの戦いでマーシア国内の地位を確立した彼は王位に就き、自らの地位を安泰にするためにノーサンブリアとの戦争から手を引いたものと考えられている。

## 戦間期

### ノーサンブリア側からの資料より
ヘヴンフィールドの戦いでキャドワロンが死ぬと、戦争が終結状態となりオスワルドがノーサンブリア王位に登った。このオスワルドの治世の間、隣国マーシアでのペンダの動きは伝えられておらず、この間の彼に関して様々な憶測が論じられている。
このオスワルドの治世では以前のようにマーシアの地位はノーサンブリアの庇護下にあったものと考えられている。ノーサンブリアにとってペンダは油断ならぬ存在であったペンダであったものの、彼本人はノーサンブリアの宗主権を認めていたらしい。しかし彼の力を恐れるオスワルドは以降西サクソン（ウェセックス）との同盟へと動く事になる。このように記述に見られる特色としてペンダがすでにこの時点で潜在的な力をつけていたように書かれてはいるが、このような記述は後年の彼の隆盛を強調するため脚色してある可能性も否定はできない。
オスワルドの治世にペンダはノーサンブリアの先王エドウィンの息子エドフリスを処刑したと記録に残されている。これは「彼本人が誓った宣誓に反した」行為であったと伝えられているが、なぜ彼は先王の息子を殺さねばならなかったかについては以下の憶測がなされている。
- 黒幕としてオスワルドがペンダに圧力をかけて殺したとする説がある。すなわち先王エドウィンの息子であるエドフリスは現王オスワルドにとって敵対勢力をまとめる存在となりえた。そこでオスワルドはペンダに圧力をかけ、ペンダは殺さざるを得なかったというものである。
- ペンダ本人が殺した必要があった。すなわちエドフリスはマーシアの先王チェルルの外孫でもあり、ペンダ本人の脅威となりえたので殺したというものである。前述のように先王チェルルと彼が政敵同士であったなら、処刑する理由は存在する。

またノーサンブリアのオスワルドの治世の時にペンダは東アングル（イースト・アングリア）とも戦った記録も残っている。それによると彼は東アングルの王エグリッチと兵士の鼓舞のために隠遁の身から戦線に舞い戻らされた先代王シエベルトを敗死させたと書かれている。この戦いの年代ははっきりしていない。635年という早い時期とする説、他方640年ないし641年以前とする説もあるが、マザーフィールドの戦い以前という事では一致している。この戦いで活躍したペンダをオスワルドが恐れ、次第に彼と敵対していったのであろうと考えられている。

### ブリトン人側からの資料より
『ブリトン人の歴史』にはペンダには兄弟としてエオワの存在が見受けられ、『カンブリア年代記』にはこのエオワがマザーフィールドの戦いの時期、マーシアの王であったとの記述がある。
このエオワと彼の関係については資料は何も語っていない。歴史家たちからは以下のような憶測がなされてきた。
- エオワはペンダの指揮下にある下位王であり、単にエオワは彼の下位王であり、単に630年代から640年代にかけて共同統治の立場となっただけとする説。このような王権の共有は当時のアングロサクソン社会では珍しい事でもなく、2人で南北のマーシアを分割統治していた事は十分ありえる。
- ペンダの権力に陰りが見え、ヘヴンフォールドの戦いの時点でのエオワがマーシア王になっていたとする説。エオワはノーサンブリアと関係が深く、同盟者ないし傀儡としてのマーシア王の支配下にペンダがいた可能性がある。ベーダの記述に彼の権力が合計22年間である事がほのめかされており、この時期は権力を保持していた時期ではなかった可能性はある。すなわち彼は権力の座についてから一環とした最高権力者であったわけではなく、ハットフィールド・チェイスの戦いからマザーフィールドの戦いの期間は次席に甘んじていた可能性が指摘されている。

## マザーフィールドの戦い
642年8月5日、ペンダはノーサンブリア王オスワルドをマザーフィールドの戦いで破り、戦死させた。この戦いはウェールズの地近郊で行われ、現存するウェールズの詩文から、この戦いにおいてペンダはポウィスのブリトン人と同盟関係にあった事が見受けられる。またこの戦場の特定が正しければ、戦いをしかけたのはオスワルドであり、ペンダは守勢にある立場であった事となる。恐らくはペンダがポウィスと同盟関係にあるのを脅威と見てオスワルドはマーシアへ進攻したものと思われる。
戦いの経緯を伝えるものとして12世紀の史家ダラムのレイナルドは『聖オスワルド伝』が挙げられる。それによると戦を前にしてペンダはウェールズへと逃れてしまい、これを見たオスワルドは安全と思い自らの軍を退却させたと言う。この経緯の説明は一応「通説」として受け取られているが、この言文を補強する資料が見当たらないので、同時にレイナルドが創作した可能性も考えられている。
ベーダによれば、勝利したペンダは戦死したオスワルドの遺体を八つ裂きにし、首、腕などそれぞれを杭に打ち付けたと言う。もっともこの残虐な行為は異教徒であった彼の宗教儀式であったのかもしれない。この戦いで死んだオスワルドは異教徒に対して戦いを挑み殉教したキリスト教の王として聖人として崇められる存在となった。
一方でペンダの兄弟であるエオワもこの戦いで戦死した。しかし潜在的な敵であったかもしれない彼が果たしてどちらの味方とし、どちらを敵としたのかは分かってはいない。また、もしエオワが実際にマーシアを牽引する立場としての王であったのであれば、彼の死は『ブリトン人の歴史』にペンダの時代の初期の記録として残っていただろうが、それもない。結果として見れば、ペンダは外の敵であるオスワルドと内なる敵であったかもしれないエオワの両者を取り除く事ができたとも言える。
こうして彼の進展を阻む存在であった両者が消え、マーシア史上最も強力な王が突如としてミッドランドに現れる事となった。一方敗北したノーサンブリアは王オスワルドが消えた事により急速に弱体化、自らの王オスウィンを選んだデイアラ王国とオスワルドの後を継いだオスウィが就いたバーニシア王国の2つへと分裂状態に発展する。対する勝利したマーシアは強大な王ペンダを中心として近隣諸国への影響力を及ぼしていった。

## さらなる外征

### 西サクソン遠征
マザーフィールドの敗戦でノーサンブリアは国力が減退、外交面として西サクソンへの影響力を失い、結果として西サクソンがマーシアへと接近する事を阻止できなくなった。この経緯から西サクソンの王チェンワルフはペンダの姉妹と結婚するが、ベーダによると、チェンワルフがこの妻を退け、別の妻を娶ったらしい。そしてペンダは645年西サクソンへと進攻、チェンワルフを東アングルへと亡命させた。チェンワルフの亡命は3年に及んだと言う。
恐らくはペンダに従順な誰かであろうが、チェンワルフを追い出した後に誰が王のいない西サクソンを統治したのかは分かっていない。また記録ではチェンワルフの亡命期間は3年と書かれているものの、チェンワルフはペンダが655年に死ぬまで西サクソンへと戻る事ができなかったのではとも考えられている。

### 東アングル遠征
654年、ペンダは東アングルに進攻、亡命したチェンワルフをかくまった王アンナを戦死させた。アンナの後王位は兄弟のエゼルヘレに継がれた。このエゼルヘレをペンダは同盟者として後にノーサンブリアの遠征に同行させる事となる。彼の東アングルへの遠征の動機は推測するしか他にないが、息子ペーダが治めるミドルアングリア地方を平定するためとも考えられている。

### ノーサンブリア遠征
またペンダはノーサンブリア亡き後のバーニシア王国にも遠征をしかけている。ベーダは651年8月31日の事とし、ペンダは「ノーサンブリアの各地を略奪した」と伝え、バーニシアの城砦バンバラ(Bamburgh)を包囲している。しかしこの包囲は失敗に終わり、ベーダは直後に亡くなった司教アイダンが行った奇跡だとしている。この記述は当時オスウィがペンダに対して劣勢で直接対決を避けていた事を指しているとも考えられる。会戦の記録は655年のウィンウェドの戦いまでない。

## ウィンウェドの戦い
655年、ペンダは大勢を率いてノーサンブリアのバーニシア王国へと遠征、盟友グウィネド国のキャダフェル、東アングルのエゼルヘレも同行した。ペンダはすでにオスウィン-分裂したノーサンブリアの片割れデイアラ王国の王-を651年に暗殺、後継者のエゼルワルドを同盟者としていた。ベーダが語るには、このエゼルワルドがこの遠征の案内役を務めたと言う。

### 発端
この遠征の原因は分かっていない。当時の政治状況から以下の事が考えられる。
- 東アングルのウルフヘレがその発端であった（『イングランド教会史』）。しかしこの記述は何を言わんとしていたのか分かっていない。この記述は長い中世の歴史の間で写本に不正確な筆写が繰り返された結果によるものなのか、それとも彼が言わんとしていた事はこのペンダが発端であった事なのかは意見が分かれている。
- ペンダはマーシアと配下のミドルアングリアにバーニシア王国（正確に言えばリンデスファーン修道院からの）からの布教者を支援していた[注釈 2]。しかしこれはキリスト教を介したバーニシア王国の「マーシア植民化」と取られ、これを潜在的な危機と見た彼はノーサンブリアへの遠征を起こしたとする。
- ノーサンブリアを再統合しようと試みるオスウィの行動を封じるために遠征に至った。
- 当時分裂したバーニシアとデイアラの2つの王国の緊迫関係が隣国の内政干渉を招いた。デイアラ国の国王エゼルワルドはオスワルドの息子であったが、意外なことに父を殺したペンダと同盟を結んでいる。恐らく先王オスワルドの息子だからこそ、バーニシアの支配をも目論んだのだろうと思われる。

### 経緯
『ブリトン人の歴史』には、この戦いでペンダは「ユデウ(Iudeu)」なる地でオスウィを包囲したと伝えられる。そしてオスウィは金銭で和平交渉を試みたと伝えられている。またオスウィの息子エクグフリスは人質として王妃キュネウィスの後宮に幽閉されていたらしい。
恐らくはペンダの軍は南へ後退、マーシアへ帰還したものと思われるが、後年の記録ではこの戦いはウィンウェド(Winward)という川の近くで行われた事になっている。この場所は特定できていない。ただそれは11月15日の事であったとベーダは伝えている。

### 敗走
戦いの経緯は分かってはいない。可能性として考えられる事と言えば、寡勢のオスウィがペンダの大軍の盲点を突いたという事くらいで、記述はその後の敗走のものしか残っていない。
『ブリトン人の歴史』ではマーシア軍は兵の逃亡により弱体化、同盟者であったキャダフェルは「夜間に動いて逃れた」とある。ベーダによればデイアラのエゼルワルドは軍を引き「身の安全なところで待った」とある。この著述の説明として、ペンダが退却の際に同盟軍の中で戦いに消極的なものがいたとするものと示しておりペンダの同盟軍それぞれに遠征の理由があった証拠ではないかと考えられている。またペンダが敗北し見捨てられた同盟軍が苦汁をなめた事を表しているとする説もある。
豪雨により川が増大し、ペンダ率いるマーシア軍は大敗、「30の指揮官と彼の支援に廻った者たちは逃亡し、そのほとんど全員が殺され（ベーダ）」、戦いで死んだ者以上が川に溺れ、マーシア王ペンダと東アングル王エゼルヘレは殺された。ペンダの首は切り落とされたと言い、この記述は彼の遺体が自分が下したオスワルドと同じ仕打ちを受けた事を匂わせている。12世紀の史家ハンティングドンのヘンリーは言うには、ペンダはかつて自分が陥れた人々と同じような運命を辿ったのだと言っている。

## 死後
ペンダの没後、勝利者オスウィは短期間マーシアを支配下におさめ、ペンダの息子ペーダは彼の庇護下の元南マーシアの支配のみ認められた。後年ペンダのほかの息子であるウルフヘレとエゼルレッドはマーシア王に就く事となり、650年代にマーシアをノーサンブリアの支配から解放する事になる。ペンダの子孫が断絶するのは曾孫のチェオルレッドの死の716年、これ以降はペンダの兄弟エオワの血統が王位に就く事になる。